# Friedrich Arnold
Philipp Friedrich Arnold (Edenkoben, 8 januari 1803 – Heidelberg, 5 juli 1890) was een Duits professor emeritus in de anatomie en fysiologie aan de universiteit van Heidelberg. Hij studeerde geneeskunde aan de universiteit van Heidelberg, waar zijn broer Johann Wilhelm Arnold (1801-1873) tegelijkertijd school liep. Op 7 september 1825 is hij gedoctoreerd in de geneeskunde. Hij werd tweede assistent van Friedrich Tiedemann. In 1828 werd hij eerste assistent en 4 jaar later werd hij professor aan de universiteit van Heidelberg.
In 1835 verliet Arnold de universiteit van Heidelberg en werkte de volgende 17 jaar aan de universiteiten van Zürich, Freiburg im Breisgau en Tübingen. Hij aanvaardde het hoogleraarschap in Heidelberg in 1852, ter vervanging van Jacob Henle. Vóór zijn pensionering was hij, net als Tiedemann, een lid van talrijke wetenschappelijke comités en genootschappen. Ook was hij lid van de academische senaat en decaan van de medische school.

## Onderzoek
Arnold ontleedde tal van menselijke hersenen, zijn voornaamste gebied van onderzoek was de 'nervus vagus' (de 10e hersenzenuw). De auriculaire tak van de nervus (een zenuw, die de huid rond het oor innerveert), werd aanvankelijk door hem beschreven.